# Piranhea longipedunculata
Piranhea longipedunculata là một loài thực vật có hoa trong họ Picrodendraceae. Loài này được Jabl. miêu tả khoa học đầu tiên năm 1967.